# Dicranomyia sparsituber
Dicranomyia sparsituber är en tvåvingeart som först beskrevs av Alexander 1962.  Dicranomyia sparsituber ingår i släktet Dicranomyia och familjen småharkrankar.
Artens utbredningsområde är Bolivia. Inga underarter finns listade i Catalogue of Life.